# Cyril Montana
Pour les articles homonymes, voir Montana (homonymie).
Cyril Montana, né le 31 décembre 1969 à Paris, est un écrivain, consultant et journaliste français.

## Biographie
Cyril Montana a grandi dans le Vaucluse, entre Lacoste, Bonnieux et Paris.
Monté sur Paris, il devient romancier, publiant à partir de 2005 trois ouvrages remarqués aux éditions Le Dilettante. Son roman La Faute à Mick Jagger (2007) a fait partie de la sélection des prix Renaudot et Marcel Pagnol 2008,.
Il a été producteur pour France Culture, et chroniqueur pour Le Point et d'autres magazines comme Sport and Style, Grand Seigneur, etc..
Cyril Montana a co-écrit le documentaire de création Cyril contre Goliath (2020) avec Thomas Bornot, produit grâce à un financement participatif en 2015. Le documentaire traite de la main-mise immobilière de Pierre Cardin sur le village de Lacoste où Montana a, en partie, grandi.

### Vie privée
Cyril Montana est le père de Grégoire Montana-Haroche, comédien jouant pour la télévision, le cinéma et le théâtre.
Il s'est marié le 25 juin 2010 avec la chanteuse franco-indonésienne Anggun, dont il divorce en 2015. Le couple a eu une fille, Kirana (« rayon de lumière » en indonésien), née le 8 novembre 2007.

## Œuvre

### Ouvrages publiés
- Malabar trip, Paris, Éditions Le Dilettante, 2003, 125 p.  (ISBN 2-84263-077-7)[B 1]
- Carla on my mind, Paris, Éditions Le Dilettante, 2005, 156 p.  (ISBN 2-84263-102-1)
- Le Bonheur de refaire le monde, Paris, Maren Sell Éditeurs, 2005, 158 p.  (ISBN 2-35004-031-3)
- La Faute à Mick Jagger, Paris, Éditions Le Dilettante, 2007, 222 p.  (ISBN 978-2-84263-147-5)[B 2]
- Je nous trouve beaux, Paris, Albin Michel, coll. « Littérature générale », 2013, 200 p.  (ISBN 978-2-226-24524-3)

Présentation d'ouvrages
1. ↑  « Cyril Montana. Malabar trip », sur www.liberation.fr, 18 septembre 2003 (consulté le 18 janvier 2013)
2. ↑  Marine de Tilly, « "La faute à Mick Jagger" de Cyril Montana », sur Le Point.fr (consulté le 18 janvier 2013)

### Acteur
- 1994 : Le Jardin des plantes, téléfilm de Philippe de Broca : un soldat.

### Scénariste
- 2020 : Cyril contre Goliath, documentaire réalisé avec Thomas Bornot, prod. Logique Nouvelle, 86 min : Montana figure dans le film.